# Motion City Soundtrack
Motion City Soundtrack es una banda estadounidense de punk pop formada en 1997 en Mineápolis, Minnesota por Justin Pierre y Joshua Cain. Tienen seis discos, tres con Epitaph y otros tres con Columbia Records y han vendido al menos 1 400 000 discos durante su carrera, incluyendo más de un millón solo en Estados Unidos.
El grupo se disolvió al año siguiente, pero anunciaron una reunión en 2019, lanzando su séptimo álbum The Same Old Wasted Wonderful World en 2025.

## Biografía
Motion City Soundtrack empezó en Mineápolis en 1997 cuando Joshua y Justin estaban en la universidad compartiendo habitación y vieron que les interesaba la música. Tres años después lanzaron su demo titulado  Back to the Beat, limitado a 1000 copias con canciones como "Back To The Beat" y "Capital H". En 2003 lanzaron su primer disco llamado I Am the Movie con la producción de Ed Rose a través del sello de Epitaph. De este álbum se desprendieron dos sencillos, "My Favorite Accident" y "The Future Freaks Me Out".
En 2004 se unieron a una gira con Blink-182 por Europa y más tarde por Japón, gracias a que alguien que trabajaba en Atticus Clothing le dio un disco a Mark Hoppus. 
En algún momento Mark Hoppus dijo que le interesaba producirles un disco, en una pausa de su banda Blink-182. Un día antes de que la gira acabara, el guitarrista Joshua Cain le preguntó si los querría producir, cosa que Hoppus aceptó.
Con Hoppus, la guitarra de Justin Pierre y Joshua Cain, el bajo de Mathew Taylor, teclado de Jesse Johnson y la batería de Tony Thaxton la banda sacó a la venta con la discográfica Epitaph su disco Commit This to Memory con catorce canciones. En 2005 apareció el sencillo y videoclip "Everything is Alright", con Patrick Stump (integrante de Fall Out Boy). Después salió el video "Hold Me Down". En agosto de 2006 lanzan la edición de lujo del disco con una canción extra (Invisible Monsters), un DVD con el documental "Hooray for the Madness" de más de tres horas, un vídeo extra para "LG Fuad" y un concierto en vivo.
El 18 de septiembre de 2007 sale a la venta el disco Even If It Kills Me otra vez bajo el sello de Epitaph, llamado por la revista AP el más esperado del año en su edición de enero de 2007. Antes de la venta de este disco salieron los sencillos digitales "Fell In Love Without you" y "Broken Heart", este último con un video que ellos mismos grabaron, que se podían comprar en diversas tiendas de música en línea. De este disco han salido los videos "This Is For Real", "It Had To Be You" y "Broken Heart". A finales del 2008, la banda lanza un video para la versión acústica de "Fell in Love WIthout You" (incluido en el Even if It Kills Me Acoustic EP.
En el 2008 dejan la discográfica Epitaph y pasan a Columbia Records, subsidiaria de Sony BMG. Para su siguiente disco los produciría nuevamente Mark Hoppus quien trabajó con ellos en Commit This to Memory. En octubre del 2009 la banda saca el primer sencillo "Disappear" del que sería su siguiente álbum My Dinosaur Life que vería luz finalmente en enero del 2010. De este disco se hicieron además de "Dissapear", videos para "Her Words Destroyed My Planet" y "A Lifeless Ordinary (Need a Little Help)".
EL 21 de marzo de 2011, Matt Taylor de Motion City anunció en su cuenta de Twitter que comenzaron a grabar su quinto álbum. y el 22 de abril del mismo año Tony Thaxton anunció que el álbum ya estaba totalmente grabado.
Cuando la banda entró en 2016, Cain sintió que el futuro del grupo era brillante: "Aún no hemos terminado. Creo que tenemos más música en nosotros", dijo a Substream Magazine en enero de 2016. Dos meses después, la banda anunció su ruptura con una declaración que decía en parte: "No tenemos idea de lo que depara el futuro, pero por ahora hemos terminado". En entrevistas posteriores ese año, Pierre detalló el razonamiento de la banda, señalando que su agotamiento con las giras y el crecimiento de las familias contribuyó a su decisión: "Hemos hecho esto constantemente durante tantos años sin parar. Todos queríamos tener algo". otra cosa que mirar hacia el futuro en nuestras vidas". La banda se embarcó en la gira So Long, Farewell Tour por América del Norte .entre mayo y septiembre de 2016 con el regreso del baterista original Tony Thaxton. Concluyó con un espectáculo con entradas agotadas en el Metro de Chicago el 18 de septiembre de 2016. El grupo interpretó 36 canciones, algunas que se remontan a su EP de 2000, Back to the Beat , mientras Thaxton y Rivera se sentaban. en la batería
El grupo anunció su séptimo álbum de estudio The Same Old Wasted Wonderful World, el 17 de junio de 2025, lanzando su sencillo principal "She Is Afraid" junto con un video musical inspirado en Severance.

## Discografía

### Álbumes de estudio
- 2003: I Am the Movie
- 2005: Commit This to Memory
- 2007: Even If It Kills Me
- 2010: My Dinosaur Life
- 2012: Go
- 2015: Panic Stations
- 2025: The Same Old Wasted Wonderful World

### EP
- 1999: Promade/Carolina
- 2000:  Kids for America
- 2000:  Back to the Beat
- 2002: Matchbook Romance/ Motion City Soundtrack Split EP
- 2003: Motion City Soundtrack/Schatzi Split EP
- 2004: Motion City soundtrack/ Limbeck Split EP

## Integrantes

### Actuales
- Joshua Cain - guitarra, coros
- Jesse Johnson - moog modular, teclado, piano
- Justin Pierre - cantante, guitarra
- Matthew Taylor - bajo, coros, piano
- Tony Thaxton - batería, percusión, coros

### Pasados
- Joel Habedank - batería, percusión
- Austin Lindstrom - bajo
- Claudio Rivera - batería, coros